# Commission des relations de travail de l'Ontario
La Commission des relations de travail de l’Ontario (anglais : Ontario Labour Relations Board) a été établie par le gouvernement d'Ontario en 1948. Elle se définit comme « un organisme quasi judiciaire autonome, dont le mandat est d’assurer la médiation et le règlement de tout un éventail d’affaires liées à l’emploi et aux relations de travail et qui sont régies par un certain nombre de lois de l’Ontario ». Le directeur actuel de CRTO est Kevin Whitaker.
Un de ses rôles les plus importants est sa capacité de certifier des syndicats en tant que représentants aux négociations collectives.